# Чернин, Дивиш
Дивиш Чернин из Худениц (чеш. Diviš Černín z Chudenic; 1565 — 21 июня 1621, Прага, Чешское королевство) — чешский аристократ. Родился в семья Яна Чернина из Худениц и Марианны из Ржичан. Занимал пост гетмана Пражского Града, незадолго до антигабсбургского восстания 1618 года принял католичество. Долго не мог решить, примкнуть ли к восстанию. В конце концов присягнул на верность сословиям, в 1619 году получил от короля Фридриха Пфальцского должность высочайшего придворного гофмейстера. Известно, что даже в конце 1620 года Чернин не считался бунтовщиком: командовавший католической армией Максимилиан Баварский, заняв Прагу, оставил его на гетманской должности.
В феврале 1621 года Чернин всё же был арестован по приказу императора Фердинанда II. Специальная комиссия приговорила его к смерти, признав участником мятежа из-за того, что 23 мая 1618 года, в день дефенестрации, Чернин впустил толпу в Пражский Град. Неформальной причиной приговора стала необходимость осудить хотя бы одного католика, чтобы казнь не выглядела как расправа с иноверцами. Архиепископ Праги безуспешно хлопотал о помиловании; император отменил только один пункт приговора — об отсечении двух пальцев за нарушение клятвы верности. Чернин был казнён на Староместской площади вместе с 26 своими товарищами. Очерёдность во время казни зависела от социального положения осуждённых, и Чернина обезглавили восьмым в общем списке и пятым из рыцарей.
Имя Дивиша Чернина выбито на мемориальной доске, которую установили на стене Староместской ратуши. О казни его и товарищей напоминают кресты на брусчатке Староместской площади.